# Eupholidoptera sevketi
Eupholidoptera sevketi is een rechtvleugelig insect uit de familie sabelsprinkhanen (Tettigoniidae). De wetenschappelijke naam van deze soort is voor het eerst geldig gepubliceerd in 1933 door Willy Adolf Theodor Ramme.